# Textile antistatique
Les textiles antistatiques sont utilisés dans de très nombreux domaines tels la pétrochimie, l'électronique, les silos, laboratoires, etc. où le risque d'explosion est très fort, et où un arc électrique peut avoir des conséquences graves. Dans ces milieux parfois très dangereux, il est souvent fait appel à ces textiles techniques ayant le pouvoir de diffuser, voir de canaliser des charges électriques au travers de gants, de vêtements, de tapis, de bandes transporteuses, etc.
Pour cela, on mélange des fibres conductrices avec des fibres dites « traditionnelles » telles que laine, polypropylène, polyester, etc. mais aussi à des fibres techniques telles que des aramides qui vont conférer au fil, puis au tissu, tricot ou tresse des caractéristiques très particulières (non feu, hautes résistances mécaniques, anti-coupure). En général, dans les applications textiles, on utilise des fibres contenant du carbone ou des fibres d'inox.
Le produit ainsi obtenu est à la fois fiable, souple, aéré, avec des caractéristiques antistatiques importantes et permanentes, confortable (les fibres d'inox peuvent être très fines, de l’ordre de la dizaine de micromètres) et, par la combinaison de plusieurs fibres, répondre à de multiples besoins.